# Palais Todesco

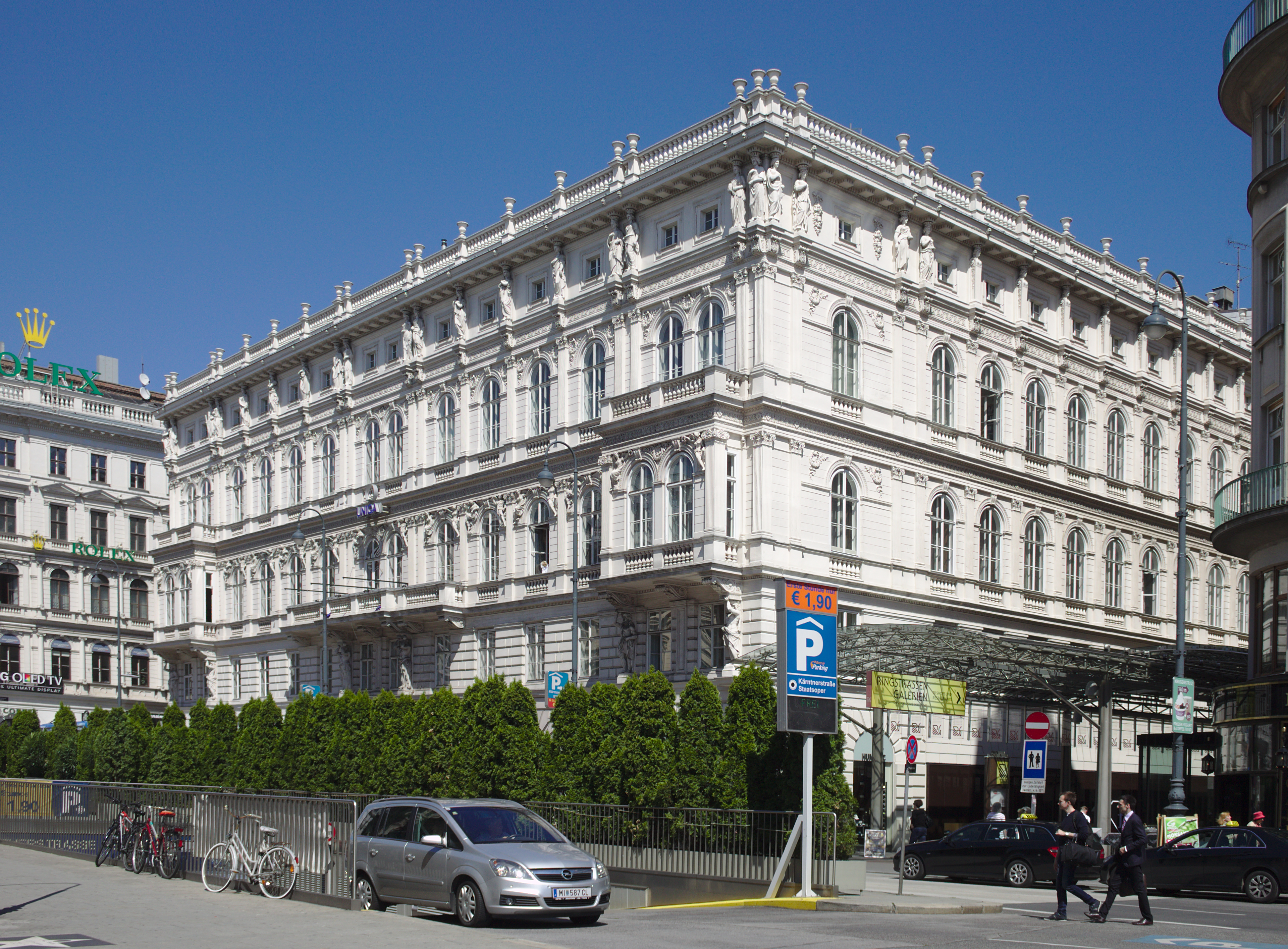
Palais Todesco

Das Palais Todesco ist ein Repräsentationsbau in Wien. Es befindet sich in der Kärntner Straße 51 gegenüber dem Opernhaus, wo früher das alte Kärntner Tor stand und wurde dort in den Jahren 1861 bis 1864 von den Architekten Ludwig Förster (1797–1863) und innen von Theophil von Hansen (1813–1891) für Baron Eduard von Todesco erbaut. Im Palais wohnten die jüdischen Familien Todesco und von Lieben, die nach dem „Anschluss“ 1938 von den Nationalsozialisten verfolgt wurden. Das Palais war bereits 1935 an die „Versicherungsanstalt der österreichischen Bundesländer, Versicherungs AG“ (heute: Uniqa Insurance Group) verkauft worden.
Gleich nach der Fertigstellung mietete Eduard Sacher die Parterreräume für sein Delikatessengeschäft und Restaurant.
Zur Zeiten der Monarchie hatte der k.u.k. Hoflieferant P. & C. Habig eine Filiale im Erdgeschoß. Von 1947 bis 1993 befand sich im Palais Todesco die Zentrale der Österreichischen Volkspartei.